# Ski alpin aux Jeux paralympiques de 2018 - Hommes debout
Navigation
Sotchi 2014 Pékin 2022
Les épreuves de ski alpin aux Jeux paralympiques d'hiver de 2018 se tiennent du 10 au 18 mars 2018 à la station alpine de Jungbong dans le district de Jeongseon (Corée du Sud).
Cinq épreuves sont au programme :
- Descente
- Super G
- Slalom Géant
- Slalom
- Super Combiné

## Descente[1]
L'épreuve a lieu le 10 mars à 11h07, heure locale.
| Rang | Athlète             | Nationalité                    | Catégorie | Temps         | Retard    |
| ---- | ------------------- | ------------------------------ | --------- | ------------- | --------- |
|      | Théo Gmür           | Suisse                         | LW9-1     | 1 min 25 s 45 | -         |
|      | Arthur Bauchet      | France                         | LW3       | 1 min 26 s 29 | + 0 s 84  |
|      | Markus Salcher      | Autriche                       | LW9-1     | 1 min 26 s 39 | + 0 s 94  |
| 4    | Alexis Guimond      | Canada                         | LW9-1     | 1 min 27 s 09 | + 1 s 64  |
| 5    | Adam Hall           | Nouvelle-Zélande               | LW1       | 1 min 27 s 52 | + 2 s 07  |
| 6    | Kirk Schornstein    | Canada                         | LW6/8-1   | 1 min 28 s 53 | + 3 s 08  |
| 7    | Aleksei Bugaev      | Athlètes paralympiques neutres | LW6/8-2   | 1 min 28 s 68 | + 3 s 23  |
| 8    | Robin Cuche         | Suisse                         | LW9-2     | 1 min 29 s 28 | + 3 s 83  |
| 9    | Thomas Pfyl         | Suisse                         | LW9-2     | 1 min 29 s 77 | + 4 s 32  |
| 10   | James Whitley       | Royaume-Uni                    | LW5/7-3   | 1 min 29 s 85 | + 4 s 40  |
| 11   | Alexander Alyabyev  | Athlètes paralympiques neutres | LW6/8-2   | 1 min 30 s 41 | + 4 s 96  |
| 12   | Nico Pajantschitsch | Autriche                       | LW6/8-2   | 1 min 30 s 50 | + 5 s 05  |
| 13   | Santeri Kiiveri     | Finlande                       | LW6/8-1   | 1 min 30 s 64 | + 5 s 19  |
| 14   | Jordan Broisin      | France                         | LW4       | 1 min 30 s 74 | + 5 s 29  |
| 15   | Hiraku Misawa       | Japon                          | LW2       | 1 min 31 s 23 | + 5 s 78  |
| 16   | Martin France       | Slovaquie                      | LW9-1     | 1 min 31 s 82 | + 6 s 37  |
| 17   | Michael Bruegger    | Suisse                         | LW4       | 1 min 32 s 81 | + 7 s 36  |
| 18   | Andrew Haraghey     | États-Unis                     | LW1       | 1 min 32 s 84 | + 7 s 39  |
| 19   | Jeffrey Stuut       | Pays-Bas                       | LW3       | 1 min 33 s 14 | + 7 s 69  |
| 20   | Chris Lloyd         | Royaume-Uni                    | LW9-1     | 1 min 34 s 00 | + 8 s 55  |
| 21   | Davide Bendotti     | Italie                         | LW2       | 1 min 34 s 69 | + 9 s 24  |
| 22   | Jonty O'Callaghan   | Australie                      | LW9-1     | 1 min 34 s 86 | + 9 s 41  |
| 23   | Alexey Mikushin     | Athlètes paralympiques neutres | LW6/8-1   | 1 min 35 s 67 | + 10 s 22 |
| 24   | Tomas Vaverka       | République tchèque             | LW9-2     | 1 min 37 s 83 | + 12 s 38 |
| 25   | Mitchell Gourley    | Australie                      | LW6/8-2   | DNF           | DNF       |
| 26   | Braydon Luscombe    | Canada                         | LW2       | DNF           | DNF       |
| 27   | Gakuta Koike        | Japon                          | LW6/8-2   | DNF           | DNF       |
| 28   | Miroslav Lidinsky   | République tchèque             | LW4       | DNF           | DNF       |
| 29   | Roger Puig Davi     | Andorre                        | LW9-2     | DNF           | DNF       |

## Super G[2]
L'épreuve a lieu le 11 mars à 11h32, heure locale.
| Rang | Athlète             | Nationalité                    | Catégorie | Temps         | Retard    |
| ---- | ------------------- | ------------------------------ | --------- | ------------- | --------- |
|      | Théo Gmür           | Suisse                         | LW9-1     | 1 min 24 s 83 | -         |
|      | Arthur Bauchet      | France                         | LW3       | 1 min 26 s 64 | + 1 s 81  |
|      | Markus Salcher      | Autriche                       | LW9-1     | 1 min 27 s 89 | + 3 s 06  |
| 4    | Alexis Guimond      | Canada                         | LW9-1     | 1 min 28 s 01 | + 3 s 18  |
| 5    | Aleksei Bugaev      | Athlètes paralympiques neutres | LW6/8-2   | 1 min 28 s 47 | + 3 s 64  |
| 6    | Martin France       | Slovaquie                      | LW9-1     | 1 min 28 s 66 | + 3 s 83  |
| 7    | Kirk Schornstein    | Canada                         | LW6/8-1   | 1 min 29 s 28 | + 4 s 45  |
| 8    | Braydon Luscombe    | Canada                         | LW2       | 1 min 29 s 39 | + 4 s 56  |
| 9    | Thomas Pfyl         | Suisse                         | LW9-2     | 1 min 29 s 40 | + 4 s 57  |
| 10   | Adam Hall           | Nouvelle-Zélande               | LW1       | 1 min 29 s 86 | + 5 s 03  |
| 11   | Santeri Kiiveri     | Finlande                       | LW6/8-1   | 1 min 30 s 03 | + 5 s 20  |
| 12   | Mitchell Gourley    | Australie                      | LW6/8-2   | 1 min 30 s 34 | + 5 s 51  |
| 13   | Thomas Walsh        | États-Unis                     | LW4       | 1 min 30 s 38 | + 5 s 55  |
| 14   | Thomas Grochar      | Autriche                       | LW2       | 1 min 30 s 89 | + 6 s 06  |
| 15   | Hiraku Misawa       | Japon                          | LW2       | 1 min 31 s 04 | + 6 s 21  |
| 16   | Jeffrey Stuut       | Pays-Bas                       | LW3       | 1 min 31 s 08 | + 6 s 25  |
| 17   | Jamie Stanton       | États-Unis                     | LW4       | 1 min 31 s 31 | + 6 s 48  |
| 18   | Aron Lindstroem     | Suède                          | LW6/8-2   | 1 min 31 s 77 | + 6 s 94  |
| 19   | Alexander Alyabyev  | Athlètes paralympiques neutres | LW6/8-2   | 1 min 31 s 83 | + 7 s 00  |
| 20   | Jordan Broisin      | France                         | LW4       | 1 min 32 s 57 | + 7 s 74  |
| 21   | Michael Bruegger    | Suisse                         | LW4       | 1 min 32 s 82 | + 7 s 99  |
| 22   | James Whitley       | Royaume-Uni                    | LW5/7-3   | 1 min 32 s 96 | + 8 s 13  |
| 23   | Roger Puig Davi     | Andorre                        | LW9-2     | 1 min 32 s 97 | + 8 s 14  |
| 24   | Andrew Haraghey     | États-Unis                     | LW1       | 1 min 34 s 19 | + 9 s 36  |
| 25   | Chris Lloyd         | Royaume-Uni                    | LW9-1     | 1 min 34 s 43 | + 9 s 60  |
| 26   | Alexey Mikushin     | Athlètes paralympiques neutres | LW6/8-1   | 1 min 34 s 76 | + 9 s 93  |
| 27   | Gakuta Koike        | Japon                          | LW6/8-2   | 1 min 35 s 12 | + 10 s 29 |
| 28   | Davide Bendotti     | Italie                         | LW2       | 1 min 35 s 75 | + 10 s 92 |
| 29   | Tomas Vaverka       | République tchèque             | LW9-2     | 1 min 36 s 22 | + 11 s 39 |
| 30   | Miroslav Lidinsky   | République tchèque             | LW4       | 1 min 39 s 26 | + 14 s 43 |
| 31   | Robin Cuche         | Suisse                         | LW9-2     | DNF           | DNF       |
| 32   | Nico Pajantschitsch | Autriche                       | LW6/8-2   | DNF           | DNF       |
| 33   | Martin Wuerz        | Autriche                       | LW6/8-2   | DNF           | DNF       |
| 34   | Jonty O'Callaghan   | Australie                      | LW9-1     | DNF           | DNF       |

## Slalom
L'épreuve a lieu le 17 mars 2018.

## Super Combiné
L'épreuve a lieu le 13 mars 2018 et consiste en une descente de Super G, suivie d'un Slalom.
| Rang | Athlète             | Nationalité                    | Catégorie | Super G       | Super G | Slalom        | Slalom | Total         | Retard    |
| Rang | Athlète             | Nationalité                    | Catégorie | Temps         | Rang    | Temps         | Rang   | Total         | Retard    |
| ---- | ------------------- | ------------------------------ | --------- | ------------- | ------- | ------------- | ------ | ------------- | --------- |
|      | Aleksei Bugaev      | Athlètes paralympiques neutres | LW6/8-2   | 1 min 25 s 62 | 2e      | 44 s 94       | 1e     | 2 min 10 s 56 | -         |
|      | Arthur Bauchet      | France                         | LW3       | 1 min 24 s 90 | 1e      | 45 s 98       | 2e     | 2 min 10 s 88 | + 0 s 32  |
|      | Adam Hall           | Nouvelle-Zélande               | LW1       | 1 min 29 s 06 | 7e      | 46 s 26       | 3e     | 2 min 15 s 32 | + 4 s 76  |
| 4    | Jamie Stanton       | États-Unis                     | LW4       | 1 min 29 s 80 | 10e     | 46 s 75       | 4e     | 2 min 16 s 55 | + 5 s 99  |
| 5    | Mitchell Gourley    | Australie                      | LW6/8-2   | 1 min 27 s 13 | 3e      | 49 s 77       | 8e     | 2 min 16 s 90 | + 6 s 34  |
| 6    | Santeri Kiiveri     | Finlande                       | LW6/8-1   | 1 min 28 s 92 | 6e      | 48 s 86       | 5e     | 2 min 17 s 78 | + 7 s 22  |
| 7    | Thomas Pfyl         | Suisse                         | LW9-2     | 1 min 29 s 08 | 8e      | 49 s 42       | 7e     | 2 min 18 s 50 | + 7 s 94  |
| 8    | Martin France       | Slovaquie                      | LW9-1     | 1 min 27 s 62 | 4e      | 50 s 92       | 11e    | 2 min 18 s 54 | + 7 s 98  |
| 9    | Kirk Schornstein    | Canada                         | LW6/8-1   | 1 min 28 s 67 | 5e      | 49 s 99       | 9e     | 2 min 18 s 66 | + 8 s 10  |
| 10   | Martin Wuerz        | Autriche                       | LW6/8-2   | 1 min 30 s 96 | 16e     | 49 s 00       | 6e     | 2 min 19 s 96 | + 9 s 40  |
| 11   | James Whitley       | Royaume-Uni                    | LW5/7-3   | 1 min 30 s 21 | 13e     | 50 s 07       | 10e    | 2 min 20 s 28 | + 9 s 72  |
| 12   | Hiraku Misawa       | Japon                          | LW2       | 1 min 30 s 38 | 15e     | 51 s 47       | 12e    | 2 min 21 s 85 | + 11 s 29 |
| 13   | Alexey Mikushin     | Athlètes paralympiques neutres | LW6/8-1   | 1 min 36 s 82 | 20e     | 52 s 14       | 13e    | 2 min 28 s 96 | +18 s 40  |
| 14   | Gakuta Koike        | Japon                          | LW6/8-2   | 1 min 38 s 64 | 21e     | 56 s 35       | 14e    | 2 min 34 s 99 | + 24 s 43 |
| 15   | Tomas Vaverka       | République tchèque             | LW9-2     | 1 min 34 s 52 | 19e     | 1 min 03 s 25 | 15e    | 2 min 37 s 77 | + 27 s 21 |
| 16   | Thomas Grochar      | Autriche                       | LW2       | 1 min 30 s 33 | 14e     |               |        |               | DNF       |
| 17   | Jordan Broisin      | France                         | LW4       | 1 min 29 s 81 | 11e     |               |        |               | DNF       |
| 18   | Michael Bruegger    | Suisse                         | LW4       | 1 min 32 s 28 | 18e     |               |        |               | DNF       |
| 19   | Jeffrey Stuut       | Pays-Bas                       | LW3       | 1 min 30 s 06 | 12e     |               |        |               | DNF       |
| 20   | Thomas Walsh        | États-Unis                     | LW4       | 1 min 29 s 13 | 9e      |               |        |               | DNF       |
| 21   | Aron Lindstroem     | Suède                          | LW6/8-2   | 1 min 31 s 10 | 17e     |               |        |               | DNF       |
| 22   | Robin Cuche         | Suisse                         | LW9-2     |               |         |               |        |               | DNF       |
| 23   | Markus Salcher      | Autriche                       | LW9-1     |               |         |               |        |               | DNF       |
| 24   | Théo Gmür           | Suisse                         | LW9-1     |               |         |               |        |               | DNF       |
| 25   | Alexander Alyabyev  | Athlètes paralympiques neutres | LW6/8-2   |               |         |               |        |               | DNF       |
| 26   | Jasper Balcaen      | Belgique                       | LW9-1     |               |         |               |        |               | DNF       |
| 27   | Roger Puig Davi     | Andorre                        | LW9-2     |               |         |               |        |               | DNF       |
| 28   | Nico Pajantschitsch | Autriche                       | LW6/8-2   |               |         |               |        |               | DNF       |
| 29   | Davide Bendotti     | Italie                         | LW2       |               |         |               |        |               | DNF       |
| 30   | Jonty O'Callaghan   | Australie                      | LW9-1     |               |         |               |        |               | DNF       |
| 31   | Miroslav Lidinsky   | République tchèque             | LW4       |               |         |               |        |               | DNF       |
| 32   | Braydon Luscombe    | Canada                         | LW2       |               |         |               |        |               | DNF       |